# Cephaloleia consanguinea
Cephaloleia consanguinea is een keversoort uit de familie bladkevers (Chrysomelidae). De wetenschappelijke naam van de soort werd in 1885 gepubliceerd door Joseph Sugar Baly.